# Gymnopilus
Гімнопіл (Gymnopilus) — рід грибів родини Strophariaceae. Назва вперше опублікована 1879 року.

## Поширення та середовище існування
В Україні зустрачіється Gymnopilus junonius та Gymnopilus sapineus.

## Психотропні властивості
Чотирнадцять видів Gymnopilus містять псилоцибін, проте їхній гіркий смак відлякує користувачів.  Це види Gymnopilus aeruginosus, Gymnopilus braendlei, Gymnopilus cyanopalmicola, Gymnopilus intermedius, Gymnopilus junonius, Gymnopilus luteofolius, Gymnopilus luteoviridis, Gymnopilus luteus, Gymnopilus purpuratus, Gymnopilus subearlei, Gymnopilus subpurpuratus, Gymnopilus validipes та Gymnopilus viridans.

## Галерея

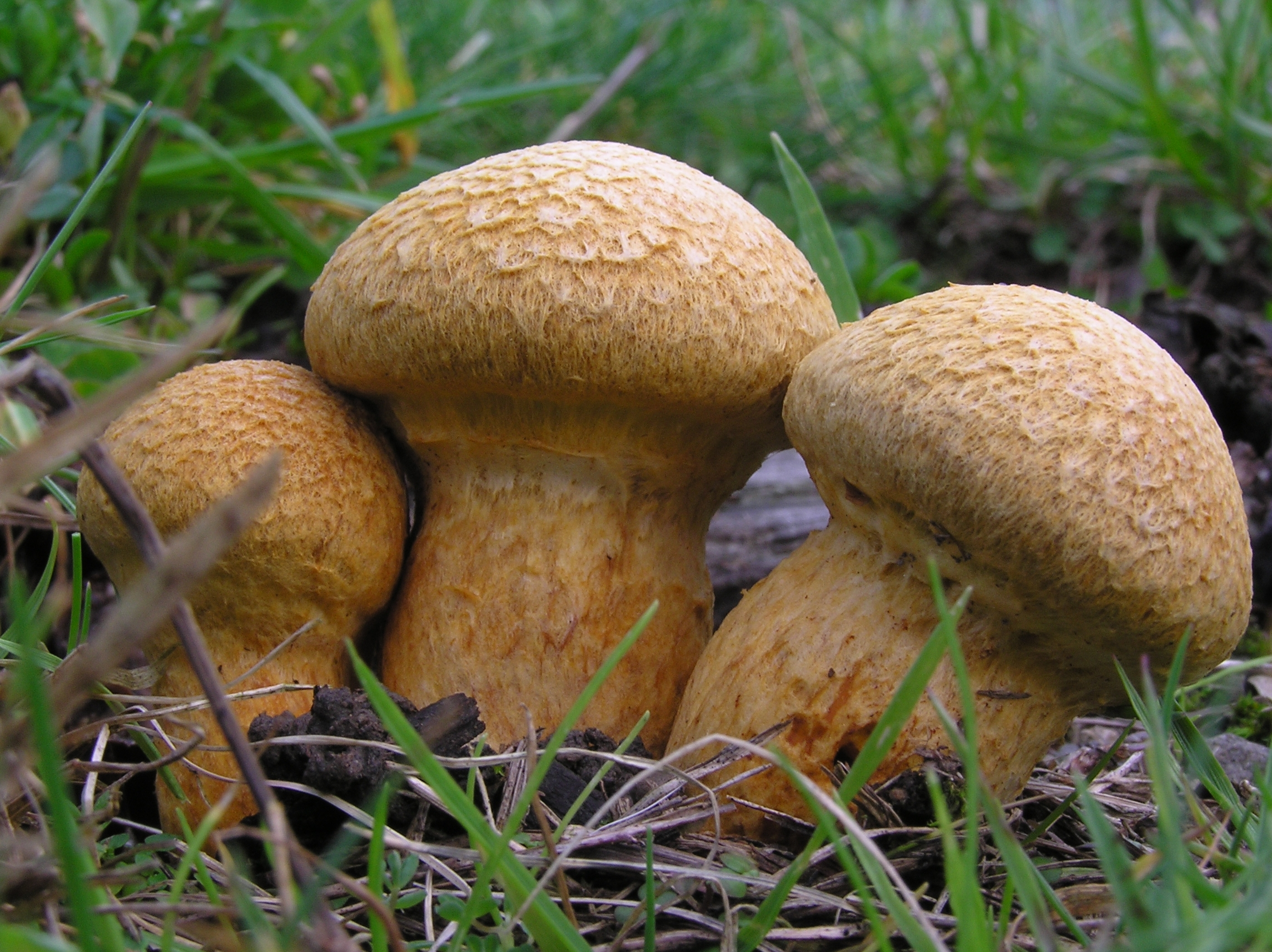
Gymnopilus junonius
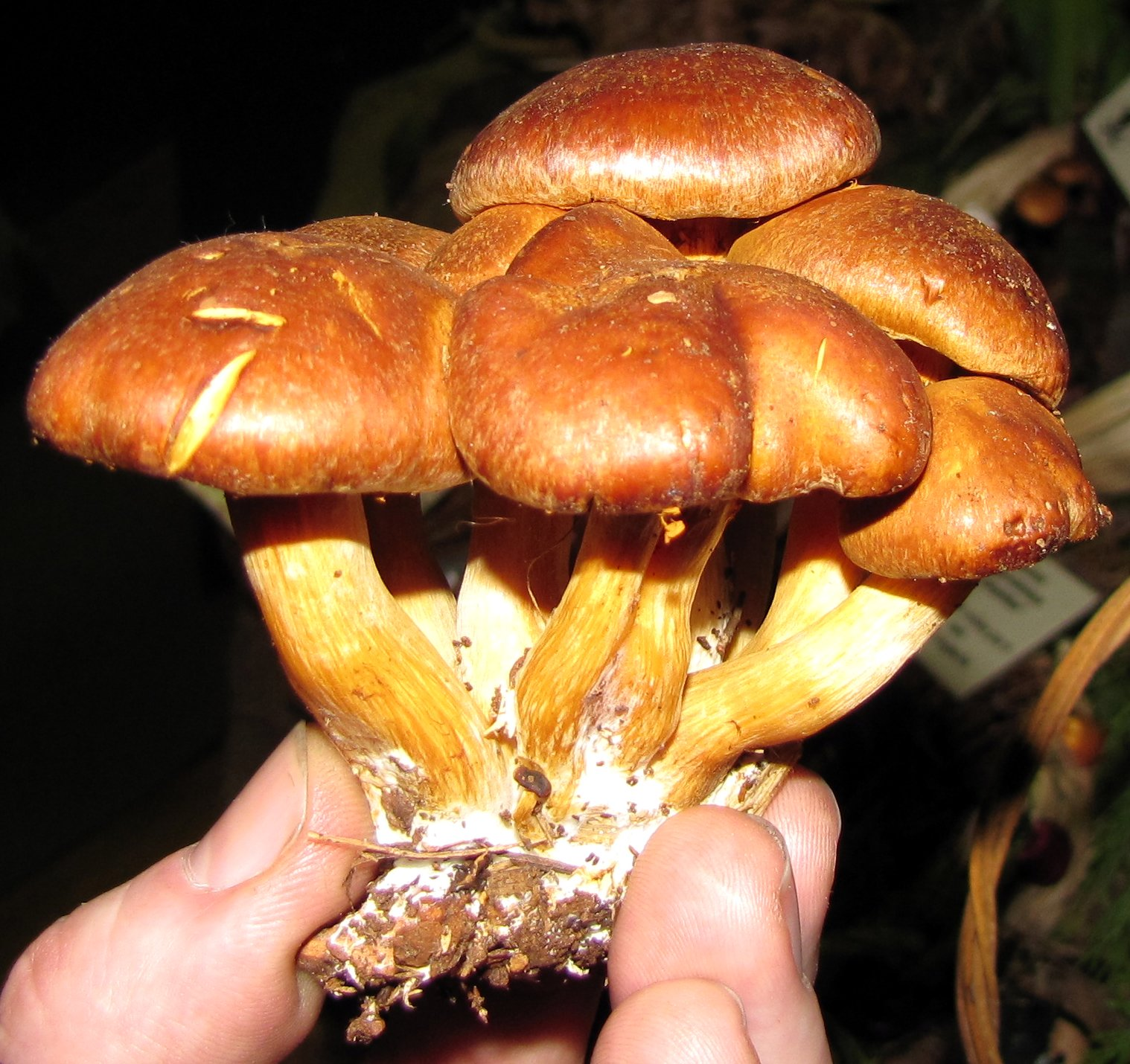
Gymnopilus flavidellus
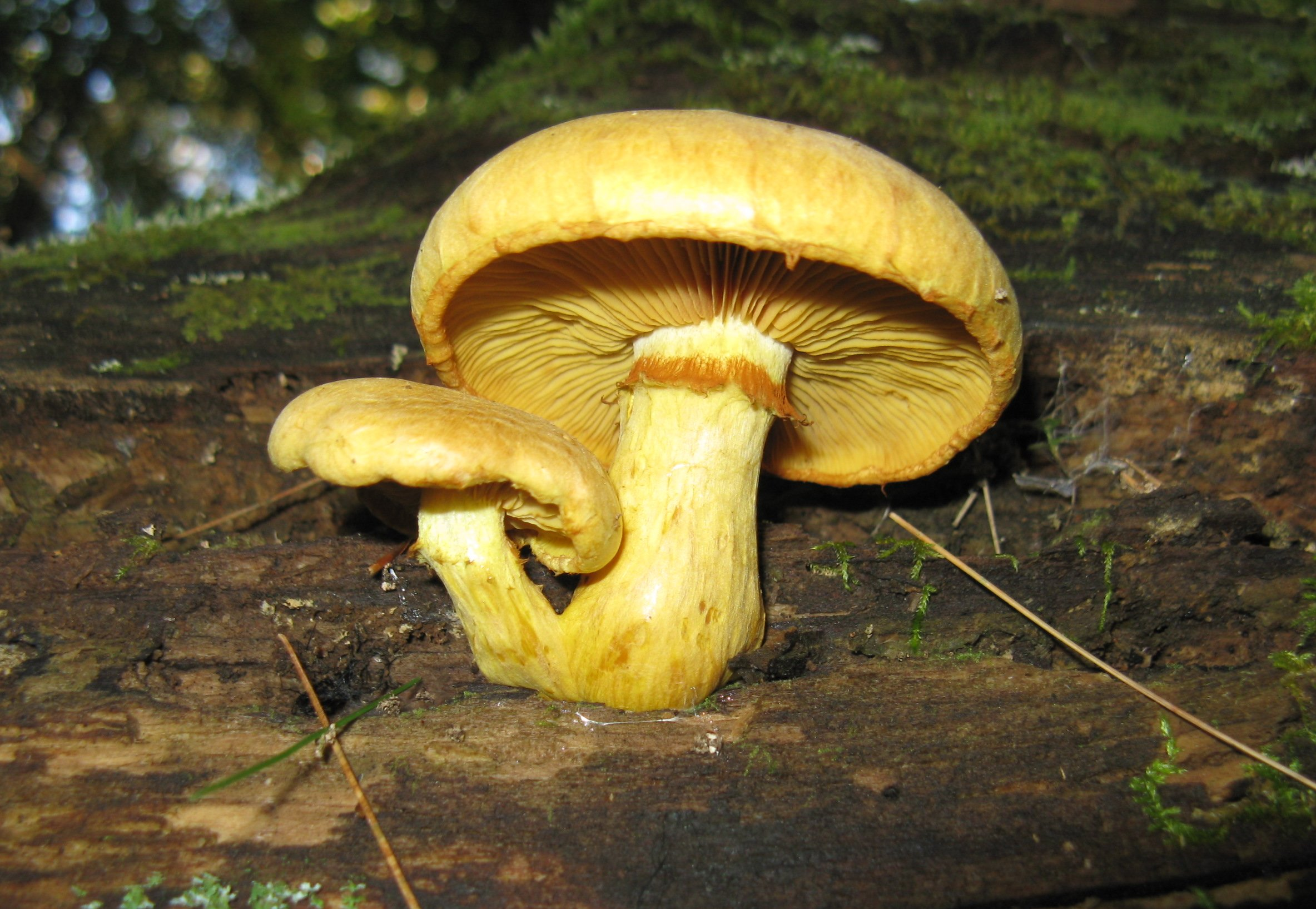
Gymnopilus luteus
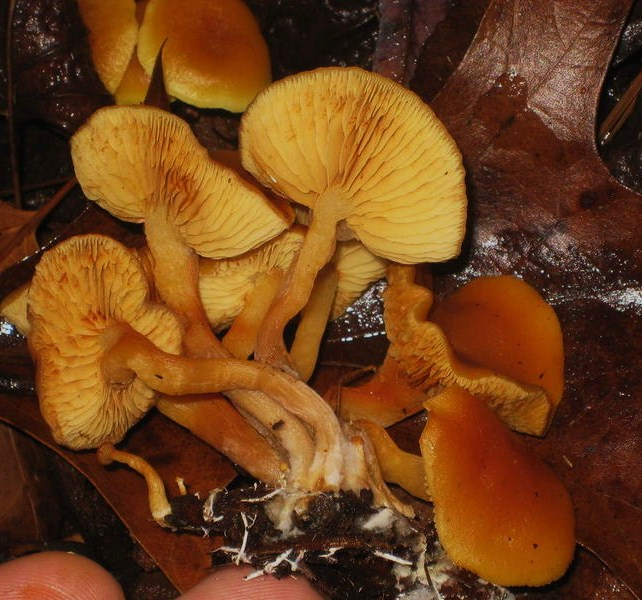
Gymnopilus sapineus